# Ортинський Любомир
Любомир Ортинський (* 7 червня 1919, с. Михайлевичі, тепер Дрогобицька міська громада, Львівська область — † 22 липня 1961, м. Гантер, США) — діяч ОУН, старшина легіону «Роланд», чотовий 201-го батальйону шуцманшафт, зв'язковий старшина 29 полку дивізії «Галичина», керівник Головної Управи Братства колишніх вояків 1 Української Дивізії Української Національної Армії та член Закордонного представництва УГВР.

## Життєпис

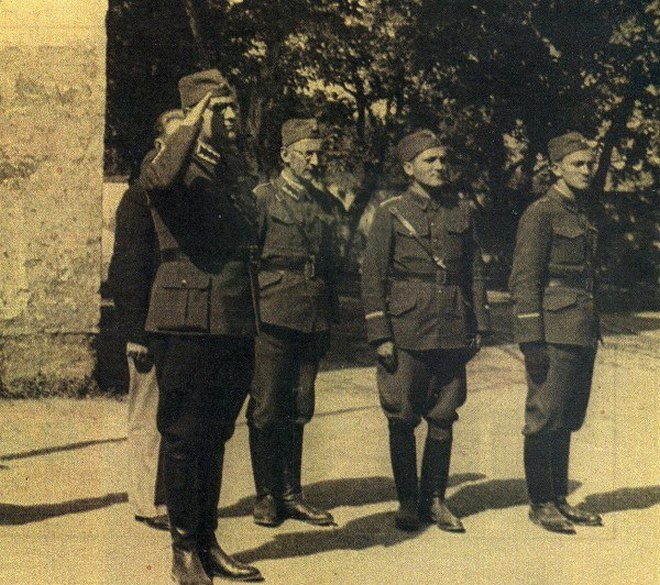
Зліва направо старшини батальйону «Роланд»: Ріко Ярий, Євген Побігущий, чотарі Омелян Герман-«Орлик» та Любомир Ортинський

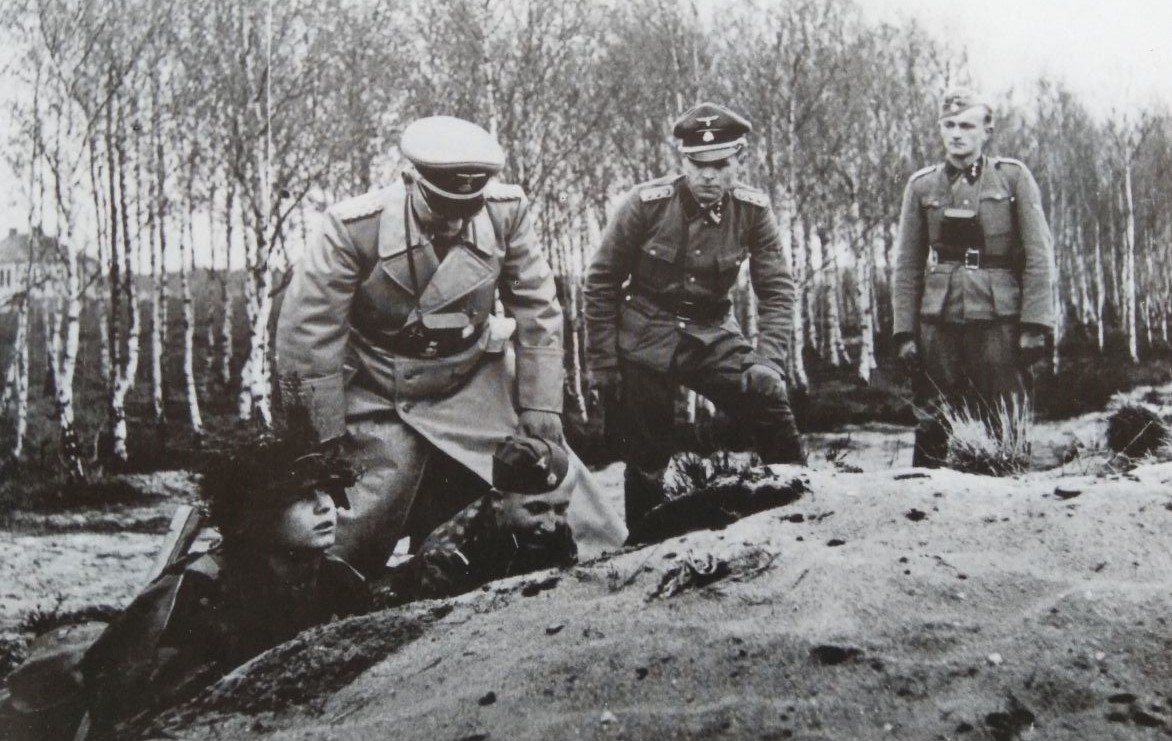
Стоять зліва направо: Фріц Фрайтаг, Михайло Бригідер, Любомир Ортинський.
Нойгамер, травень 1944 рік

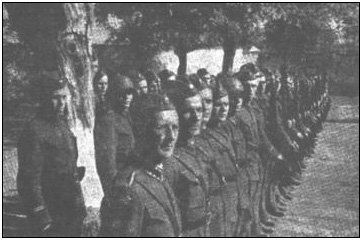
Сотня батальйону «Роланд» у Завберсдорфі. У першому шерегу зліва направо: майор Євген Побігущий, чотарі Любомир Ортинський, Омелян Герман-«Орлик» та Іван Макаревич

Народився 7 червня 1919 в селі Михайлевичі, тепер Дрогобицька міська громада, Львівська область.
Закінчив гімназію в місті Стрий і продовжив навчання на факультеті журналістики у Варшавському університеті.
Член ОУН. Був делегатом таємного студентського конгресу у Львові у березні 1939, за що був заарештований польською поліцією, звільнений з початком Другої світової війни. 
Від січня 1941 навчався на факультеті права і політичних наук Віденського університету. 
Обіймав посаду організаційного референта ОУН(б). Брав активну участь у формуванні Дружин українських націоналістів, служив командиром чоти в легіоні «Роланд». Після розформування батальйону служив чотовим у 201-му батальйоні шуцманшафт. 1943 року вступив до дивізії «Галичина». Був поранений у липні 1944 у боях поблизу м. Броди. 
У травні 1945 потрапив до американського полону, з якого був звільнений у 1947 році. 
Здобув докторат із політології у Мюнхенському університеті. 
З 1952 року голова Братства колишніх вояків 1-ї Української дивізії УНА. Протягом 1952–56 – головний редактор видання «Вісті Братства кол. Вояків 1 УД УНА». З 1955 року співробітник редакції газети «Свобода», в 1956 її представник у Німеччині. 
У тому ж 1956 році виїхав до США, працював кореспондентом газети «Свобода» при ООН (Нью-Йорк). Член закордонного представництва і Генерального секретаріату закордонних справ УГВР, секретар видавництва «Пролог». 
Помер 22 липня 1961 у місті Гантер, штат Нью-Йорк.